# Décès en novembre 1989
Décès
- 1985
- 1986
- 1987
- 1988
- 1989
- 1990
- 1991
- 1992
- 1993

Pour une information complémentaire, voir la page d'aide.

| Date        | Nom                    | Activités                                                                        | Âge | Source |
| ----------- | ---------------------- | -------------------------------------------------------------------------------- | --- | ------ |
| 3 novembre  | Dominique Aplogan      | Médecin et homme politique béninois                                              | 76  |        |
| 5 novembre  | Vladimir Horowitz      | pianiste ukrainien                                                               | 86  |        |
| 6 novembre  | Magdeleine Hutin       | religieuse catholique                                                            | 91  |        |
| 8 novembre  | Eugène Proust          | joueur et entraîneur de football français                                        | 68  |        |
| 9 novembre  | Dut                    | dessinateur de bandes dessinées et peintre français                              | 78  | (en)   |
| 9 novembre  | Leen Vente             | footballeur international néerlandais                                            | 78  |        |
| 10 novembre | Jacques Boussard       | peintre figuratif français                                                       | 74  |        |
| 11 novembre | Alberto Guzmán Soriano | homme politique bolivien                                                         | 66  |        |
| 12 novembre | Dolores Ibarruri       | Resistante espagnole et basque                                                   | 93  |        |
| 12 novembre | Raphaël Lonné          | peintre français                                                                 | 79  |        |
| 13 novembre | François-Joseph II     | prince de Liechtenstein de 1938 à 1989                                           | 83  |        |
| 14 novembre | Samand Siabandov       | écrivain, homme politique et lieutenant-colonel de l'Armée rouge d'origine kurde | 79  | (en)   |
| 18 novembre | Freddie Waits          | batteur de jazz américain                                                        | 46  |        |
| 19 novembre | David Gámiz            | footballeur espagnol                                                             | 83  | (en)   |
| 21 novembre | Peter Burton           | acteur britannique                                                               | 68  |        |
| 22 novembre | Gerry Chiniquy         | animateur, réalisateur et acteur américain                                       | 77  |        |
| 23 novembre | Armand Salacrou        | auteur dramatique français                                                       | 90  |        |
| 25 novembre | George Cakobau         | grand chef autochtone et homme d'État fidjien                                    | 77  |        |
| 26 novembre | Pachichu               | footballeur espagnol                                                             | 63  | (es)   |
| 26 novembre | Ahmed Abdallah         | chef de l'État comorien                                                          | 70  |        |
| 28 novembre | Ernesto Civardi        | cardinal italien de la curie romaine                                             | 83  |        |
| 30 novembre | Ahmadou Ahidjo         | homme politique camerounais                                                      | 65  |        |
| 30 novembre | Guillemette Morand     | peintre française                                                                | 78  |        |
| 30 novembre | Robert Arambourou      | Archéologue et préhistorien français                                             | 75  |        |